# Words & Music (Planxty)
Words & Music è un album dei Planxty, pubblicato dalla WEA Ireland Records nel 1983. Il disco fu registrato nel dicembre del 1982 a Dublino (Irlanda).

## Tracce
Lato A
1. The Queen of the Rushes / Paddy Fahys Jig – 3:26 (Brano tradizionale, arrangiamento Planxty)
2. Thousands Are Sailing – 5:19 (Testo tradizionale, arrangiamento Planxty)
3. Táimse Im' Chodladh – 4:08 (Brano tradizionale, arrangiamento Planxty)
4. Lord Baker – 9:16 (da John Reilly con nuovo testo e musica di Christy Moore)

Lato B
1. Accidentals / Aragon Mill – 6:02 (Andy Irvine)
2. The Aconry Lasses / The Old Wheels of the World / The Spike Island Lasses – 3:32 (Brano tradizionale, arrangiamento Planxty)
3. I Pity the Poor Immigrant – 4:26 (Bob Dylan)
4. The Irish Marche – 3:38 (William Byrd)

## Musicisti
- Christy Moore - chitarre, bodhrán
- Donal Lunny - chitarra, bouzouki, bowed psaltrey, spinetta, dulcimer, bodhràn, sintetizzatore prophet
- Andy Irvine - bouzouki, mandolino, armonica
- Liam O'Flynn - cornamuse (uilleann pipes, tin whistle)

Musicisti aggiunti:
- Bill Whelan - tastiere
- James Kelly - fiddle
- Nollaig Casey - fiddle
- Eoghan O'Neill - basso elettrico